# Wilmot (New Hampshire)
Wilmot ist der Name einer Town im Merrimack County des US-Bundesstaates New Hampshire in Neuengland. Zu Wilmot gehören ferner Wilmot Flat und North Wilmot. Das U.S. Census Bureau hat bei der Volkszählung 2020 eine Einwohnerzahl von 1.407 ermittelt.
An Wilmot grenzen im Norden Grafton, im Nordosten Danbury, im Osten Andover, südlich Warner, westlich davon Sutton und weiter New London sowie Springfield.

## Geschichte
Der größte Teil des Gemeindegebietes gehörte ursprünglich zu Land, das im Jahre 1775 vergeben wurde und auf dem New London entstand. Wilmot entstand aus Teilen von New London und Kearsarge Gore und wurde 1807 als eigenständige Ortschaft eingetragen. Der Name wurde zu Ehren von Dr. James Wimot gewählt. Dieser hatte mit William Pitt, dem Marquis von Rockingham, und anderen gegen das Verhalten der britischen Krone gegenüber den amerikanischen Kolonien protestiert, die er selber allerdings nie besuchte.

### Bevölkerungsentwicklung
| Jahr      |      |      |      | 1767 | 1773 | 1775 | 1783 | 1786 | 1790 | 1800 |
| --------- | ---- | ---- | ---- | ---- | ---- | ---- | ---- | ---- | ---- | ---- |
| Einwohner |      |      |      |      | 179  | 196  | 353  | 496  | 312  | 615  |
| Jahr      | 1810 | 1820 | 1830 | 1840 | 1850 | 1860 | 1870 | 1880 | 1890 | 1900 |
| Einwohner | 423  | 670  | 835  | 1212 | 1272 | 1195 | 1072 | 1080 | 840  | 653  |
| Jahr      | 1910 | 1920 | 1930 | 1940 | 1950 | 1960 | 1970 | 1980 | 1990 | 2000 |
| Einwohner | 614  | 536  | 495  | 466  | 370  | 391  | 516  | 725  | 938  | 1149 |
| Jahr      | 2010 | 2020 |      |      |      |      |      |      |      |      |
| Einwohner | 1358 | 1407 |      |      |      |      |      |      |      |      |

## Verwaltung und städtische Einrichtungen
Als Town neuenglischen Verständnisses untersteht Wilmot keinem Bürgermeister, sondern wird von drei gewählten Stadträten verwaltet. Zu den weiteren Gemeindeangestellten gehören unter anderem Feuerwehr- und Polizeichef, Gesundheitsbeauftragter und Straßenbauamt und die Bibliotheksleitung. Feuerwehr und medizinischer Notdienst werden von Freiwilligen geleistet, die Bibliothek ist ebenso städtisch wie der Friedhof. Das nächstgelegene Krankenhaus befindet sich zehn Kilometer entfernt in New London.

## Wirtschaft und Verkehr
Größter Arbeitgeber in Wilmot ist die Gemeinde mit 14 Angestellten, gefolgt von einer Baufirma mit 10 und einem Tischlereibetrieb mit acht Angestellten. in der Nähe in Danbury liegt das Skigebiet am Ragged Mountain. In Wilmot liegt ein Sommerlager, das saisonabhängig weitere Arbeitsplätze bietet. Am Ort gibt es ein kleines Geschäft für den täglichen Bedarf, weitere Versorgungsmöglichkeiten gibt es in New London, das über die NH 11 erreicht werden kann. Weitere Verbindungsstraßen auf Gemeindegebiet sind die US 4 und NH 4a. Der nächste Anschluss an einen Interstate, den I-89, ist 18 Kilometer entfernt. Obwohl eine Bahnlinie über das Gebiet von Wilmot führte, gab es nie einen eigenen Bahnhof. Der nächstgelegene Bahnanschluss ist in Claremont. Ein kleines Flugfeld gibt es in Bristol, den Newfound Valley Airport, der nächste Flughafen mit Liniendienst ist der Flughafen in Lebanon, 56 Kilometer entfernt. Nach Boston, und damit dem nächsten Interkontinentalflughafen, beträgt die Entfernung 156 Kilometer.

## Sehenswürdigkeiten
Der Mount Kearsarge liegt teilweise auf dem Gebiet von Wilmot. Am Berg liegt der Winslow State Park. Von dort gibt es einen Wanderweg zum Gipfel. Ein Rundwanderweg vom Mount Sunapee über den Ragged Mountain und den Mount Kearsarge führt in mehreren Abschnitten durch Wilmot.

## Personen
- Donald Hall (1928–2018), US-amerikanischer Dichter